# Мейер, Ольга де
Баронесса Ольга де Мейер (фр. Olga de Meyer; урожд. Мария Беатрис Ольга Альберта Караччоло; 8 августа 1871, Лондон, Англия, Соединённое Королевство — 6 января 1931, Лондон, Англия, Великобритания) — британская модель, светская львица, покровительница искусств, писательница и деятель моды начала XX века.
Она была наиболее известна как жена фотографа Адольфа де Мейера и, по слухам, была родной или крестной дочерью Эдуарда VII — короля Соединённого Королевства. После 1916 года она предпочитала быть известной как «Махра де Мейер».

## Происхождение
Имеет португальские, итальянские, французские и американские корни. Родилась донна (госпожа) Мария Беатрис Ольга Альберта Караччоло в Лондоне, Англия. Её отцом был неаполитанский дворянин Дженнаро Караччоло Пинелли, герцог Караччоло (1849 — ?), старший сын 4-го герцога Кастеллуччо. Её матерью была Мари Бланш Сампайо (1849—1890), дочь Антуана Франсуа Оскара Сампайо, французского дипломата, который служил министром этой страны в Португалии, и его американской жены Вирджинии Тимберлейк. Её прабабушка Маргарет О'Нил Итон была центральной фигурой в «Деле о нижней юбке» (Petticoat affair) — скандале, который преследовал президента Эндрю Джексона. Ещё одним прадедом был маршал Франции, граф Огюст Рено де Сен-Жан д'Анжели.
Ольга родилась на Уильям-стрит, 14, Лоундс-сквер, Челси, 8 августа 1871 года и её отец зарегистрировал рождение в Северо-Восточном округе Челси 5 сентября 1871 года. «Ольга» было третьим, а «Альберта» — пятым из семи её имен. Перепись населения 1871 года, проведенная 3 апреля 1871 года, показала пару с её матерью в отеле Томаса, а дневник лорда Каррингтона показывает их вместе в Мальборо-хаусе 4 июля 1871 года, когда герцогиня была на большом сроке беременности, а герцог был нездоров. Джейн Ридли говорит, что герцогиня «той зимой шокировала лондонское общество, выходя на охоту в килте и куря сигареты». Позже сплетни, распространенные писателем и художником Жаком Эмилем Бланшем (который знал Ольгу и её мать в Дьеппе в 1880-х годах), говорили, что пара рассталась «у дверей церкви» и что Ольга была дочерью или крестницей принца Уэльского, впоследствии короля Эдуарда VII, но Ридли считает маловероятным, что она была его ребёнком. Как католичка Ольга, конечно, не была крестницей принца. В 1870-х годах во время пребывания в Сандрингеме «итальянская герцогиня, которая является англичанкой, и ее дочь, воспитанная как католичка, а теперь ставшая протестанткой», предположительно герцогиня и Ольга, упоминаются приезжим епископом. По словам писателя Филиппа Жюллиана, принц верил, что Ольга была его ребёнком, и поддерживал её, но другие предполагали, что друг её матери женатый Станислав Август, 3-й князь Понятовский (1835-1908), бывший конюший Наполеона III, был её отцом. Сразу после смерти своей матери в 1891 году Ольга отправилась в Неаполь и в 1892 году вышла замуж за принца Марино Бранкаччо, члена другой католической семьи, но они развелись в Гамбурге в июне 1899 года. Когда Ольга вышла замуж за Адольфа де Мейера в следующем месяце в Лондоне, она сделала это на протестантской церемонии.
Ольга де Мейер посетила коронацию короля в Вестминстерском аббатстве в 1902 году и её присутствие было описано как «бросающееся в глаза». Согласно статье в газете «Нью-Йорк Таймс» 10 августа 1902 года, озаглавленной «Коронация короля Эдуарда VII: Великолепная сцена в Вестминстерском аббатстве», Ольга сидела в первом ряду королевской ложи вместе с несколькими его близкими друзьями, включая Мэри Корнуоллис-Уэст, Минни Пейджет и любовницу короля Элис Кеппел.
В 1916 году Ольга де Мейер по совету астролога взяла себе имя «Махра» (араб. приданное, природный дар).

## Замужества
Ольга Караччоло была замужем дважды.
Первый муж — ноб. Марино Бранкаччо (1852—1920) — неаполитанским аристократом, сыном Карло Бранкаччо, принцем Триджиано и герцогом Лустры. Они поженились в Неаполе, Италия, 9 мая 1892 года (гражданский брак) и 11 мая 1892 года (венчание), а развелись 7 июня 1899 года в Гамбурге, Германия. Жак-Эмиль Бланш, друг семьи, назвал это «коротким и самым драматичным союзом».
Второй муж — Адольф де Мейер (1868—1946) — художник, которого сэр Сесил Битон назвал «Дебюсси фотографии». Они поженились 25 июля 1899 года в церкви Святой Троицы, Слоун-стрит, Кадоган-сквер, в Лондоне. Это был брак по расчету, так как жених был гомосексуалистом, а невеста — бисексуалкой; некоторые источники идентифицируют её как лесбиянку. Де Мейеры были охарактеризованы Вайолет Трефузис, которая считала Ольгу своей любовницей и чья мать, Элис Кеппел, была самой известной любовницей Эдуарда VII, как «Педераст и Медизанта» (каламбур «Пеллеаса и Мелисанды», от французских «pederast» и «médire – женщина, которая критикует/злословит»), потому что, как заметила Трефузис: «Он выглядел как квир, а у нее был скверный язык».
С 1901 по 1905 годы у неё был роман с княгиней (Эдмон) де Полиньяк — меценатом и наследницей миллионного состояния, полученного от её отца Айзека Зингера — основателя американской корпорации «Зингер».

## Муза и писатель

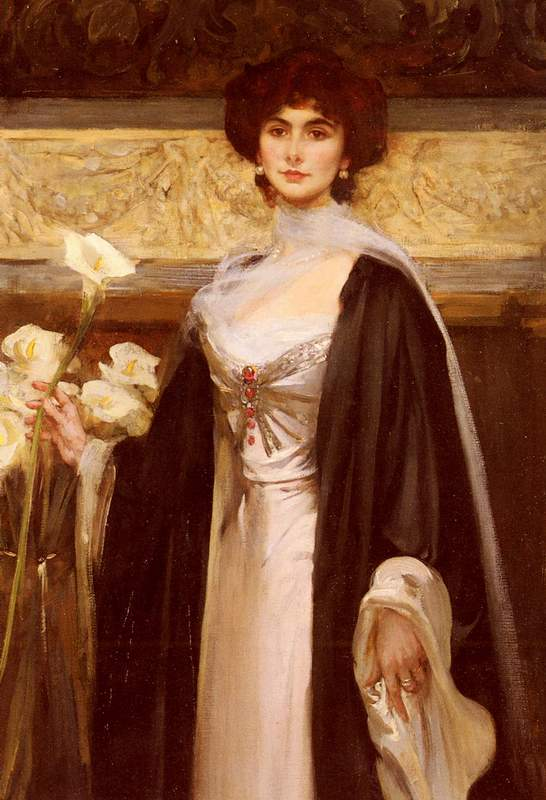
Джеймс Шеннон. Белые лилии (портрет баронессы Ольги де Мейер)

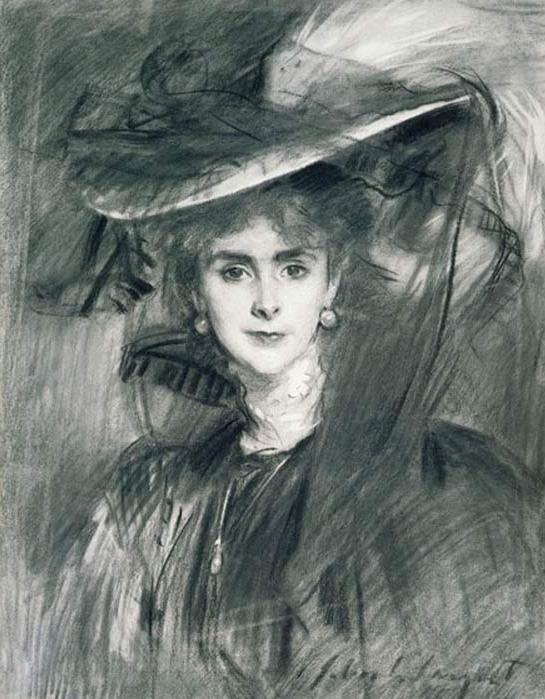
Джон Сарджент. Ольга де Мейер, 1907

Известная «своим неуловимым сочетанием детской невинности и изысканного шарма» и описанная как «высокая и стройная, с венецианскими рыжими волосами», Ольга де Мейер была музой и моделью для многих художников, среди которых Жак-Эмиль Бланш, Джеймс Макнил Уистлер, Джеймс Джебуза Шеннон, Джованни Болдини, Уолтер Сикерт, Джон Сингер Сарджент и Пол Сезар Элле. Другим её поклонником-художником был Чарльз Кондер, который был влюблен в Ольгу Караччоло и написал её портрет; Обри Бердсли тоже был частью её юношеского круга. Ольга де Мейер также вдохновляла персонажей романов Элинор Глин и Ады Леверсон.
Но красота Ольги не произвела впечатления на британского писателя Джорджа Мура. Он так прокомментировал своему другу — начинающему художнику: «Ей-богу, вы все ищете девушку, прекрасную Мелисанду для сцены, с ее красивыми волосами до пят. Я признаю, что ее можно раскрасить, но что касается ежедневного использования, то я предпочел бы иметь мать, а не ребенка. Слишком стройная для меня ... ты знаешь мои вкусы».
В 1890-х годах она недолго работала светским обозревателем в парижской газете «La Galoise». Как Махра де Мейер — имя, которое она приняла в 1916 году — она написала один роман-автобиографию «Надин Нарска» (Wilmarth Publishing, 1916). «Нью-Йорк Таймс» осудила роман как «отвратительный, страдающий преувеличениями... [и] автор виновен во многих небрежно написанных предложениях», в то время как The Dial назвал книгу де Мейер «разнообразной смесью язычества, разбавленного Ницше, мирской морали и доктрины перевоплощения».
Один из рассказов де Мейер «Одежда и измена» (Clothes and Treachery) был превращен в «Отмычку дьявола» (The Devil's Pass Key), «немой» фильм 1919 года режиссёра Эриха фон Штрогейма.

## Спортсменка
Известная как «чемпионка Европы по фехтованию среди женщин-любителей», баронесса де Мейер участвовала в турнирах в Европе и Соединённых Штатах в начале 1900-х годов. 6 января 1913 года в Нью-Йорке в клубе «Колония» она участвовала в показательном матче с чемпионкой Калифорнии по фехтованию Сибил Марстон.

## Смерть
Один колумнист писал: «Нервная, одурманенная наркотиками, окруженная неоднозначными друзьями и в сопровождении слишком заметного мужа, Ольга стала откровенно злобной. Ее скандалы устранили последних из ее респектабельных друзей, и люди посещали ее только потому, что могли быть уверены, что найдут трубку с опиумом или понюхают кокаин».
По слухам, Ольга де Мейер умерла от сердечного приступа в наркологической клинике в Австрии в 1930 или 1931 году, но сообщалось, что она находилась в Санкт-Морице со своим мужем в январе 1931 года. Она умерла 6 января 1931 года в возрасте 59 лет и была похоронена два дня спустя во Фрайбурге, Баден, Германия.